# Casa Ion Minulescu din București
Casa Ion Minulescu din București este un monument istoric aflat în sectorul 5 al municipiului București.